# Stiftung Soziale Stadt
Die Stiftung Soziale Stadt – Bürgerstiftung für eine soziale Stadt – ist eine gemeinnützige Stiftung in Dortmund. Sie wurde 2010 gegründet und ist unter der Ordnungsnummer 21.13.01.02-483 im Stiftungsverzeichnis für das Land Nordrhein-Westfalen eingetragen.
Der Name ist abgeleitet vom Bund-Länder-Programm Soziale Stadt, das in Dortmund seit 2007 als „Aktionsplan Soziale Stadt“ umgesetzt wird. Dieser ist „eine Querschnittsaufgabe aller Politik- und Verwaltungsbereiche mit dem Ziel, stadtweit – vor allem aber in den 13 Aktionsräumen – Rahmenbedingungen zu schaffen, um soziale Ungleichheiten zu beseitigen.“ Durch die Gründung der Stiftung soll der kommunale Aktionsplan mit bürgerschaftlichem Engagement flankiert werden.
Erststifter ist der seit 1982 im Stadtbezirk Innenstadt Nord (Nordstadt) bestehende gemeinnützige Verein Planerladen e.V. Die Stiftung ist Gesellschafterin des Beschäftigungs- und Qualifizierungsunternehmens GrünBau gGmbH und des Integrationsbetriebes für Menschen mit Behinderungen GrünBau Inklusiv gGmbH und hat dort auch ihren Sitz. Die Stiftung gehört dem bundesweiten „Bündnis Soziale Stadt“ an.
Nach dem Selbstverständnis der Stiftung ist „die Schaffung von (geförderter) Arbeit und die Förderung schulischer und beruflicher Qualifizierung dabei ein Schlüssel, um ökonomische Gerechtigkeit zu fördern.“ Entsprechend wurden bzw. werden von den 19 geförderten Projekten 15 mit Bildungs-, Beschäftigungs- und Qualifizierungsmaßnahmen verknüpft. Die bisher größte Fördermaßnahme war Ankauf und Sanierung einer so genannten Schrott- oder Problemimmobilie in der Nordstadt in Verbindung mit einem Beschäftigungsprojekt und in Kooperation mit der kommunalen DOGEWO21. Für die erfolgreiche Sanierung des Wohnhauses Brunnenstr. 51 wurde die Stiftung in Berlin mit dem Preis „Soziale Stadt 2014“ ausgezeichnet. Weiterhin wurde das Haus auf einer Informationsreise zu Projekten des Förderprogramms Soziale Stadt durch die Bundesministerin Barbara Hendricks besucht.